# N/A
N/A nebo n/a je běžná zkratka pro anglický výraz Not Available, Not Applicable, Not Assessed, nebo No Answer (tedy nedostupné, neaplikovatelné, nestanovené, nevztahuje se, nebo bez odpovědi). V češtině se používá v mluvené formě fráze nelze aplikovat (jako mnemotechnická pomůcka).
Zkratka N/A se používá např. jako hodnota v tabulkách, kde označuje položku, u které nejsou dostupná data, a tento fakt záměrně uvádí (čímž dochází k vizuální odlišnosti od úplného vynechání hodnoty, která může mít sama o sobě jiný význam než N/A).